# Gymnopus
Gymnopus là một chi nấm trong họ Marasmiaceae. Chi này phân bố rộng rãi và có khoảng 300 loài.

## Hình ảnh

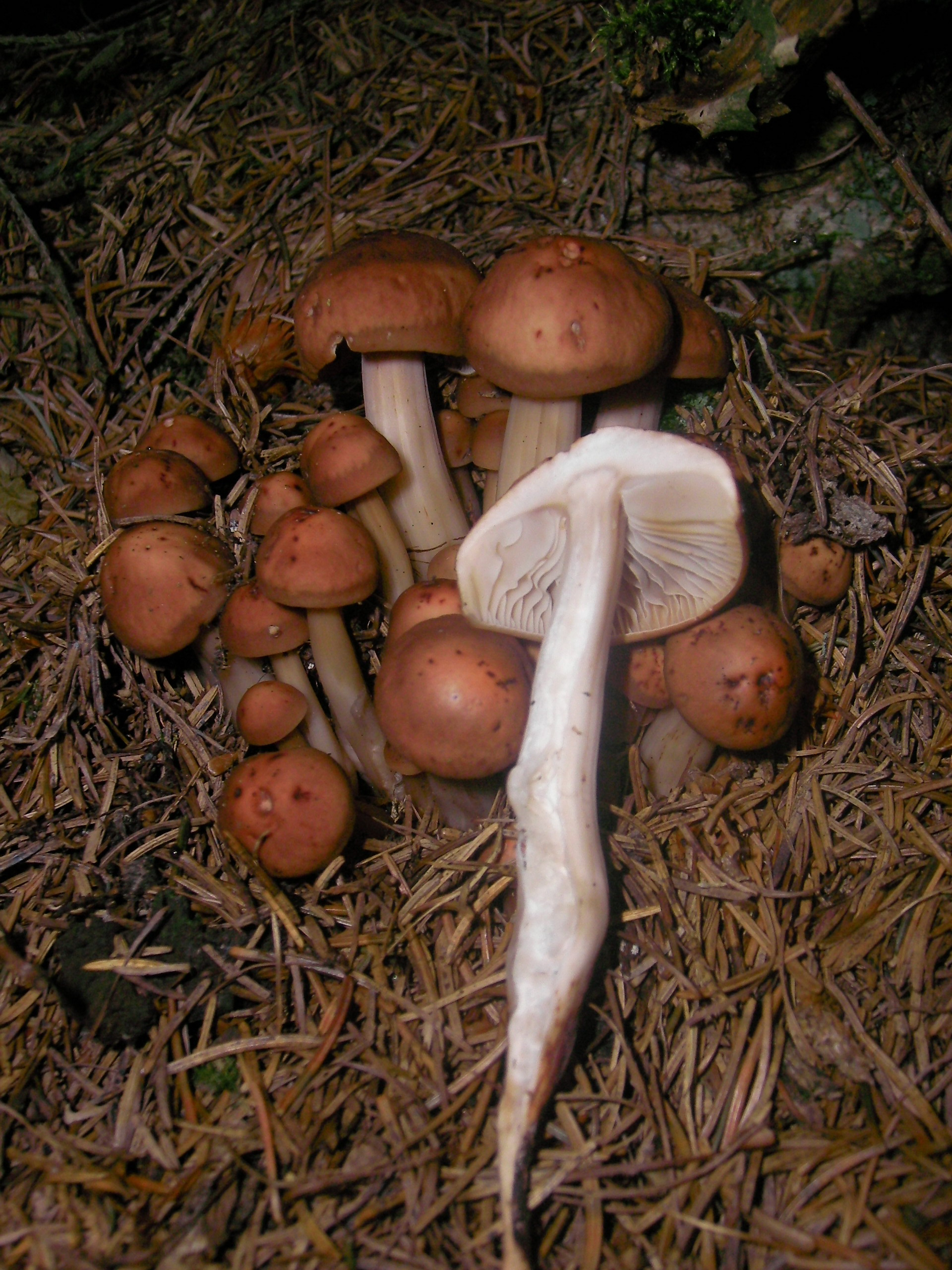
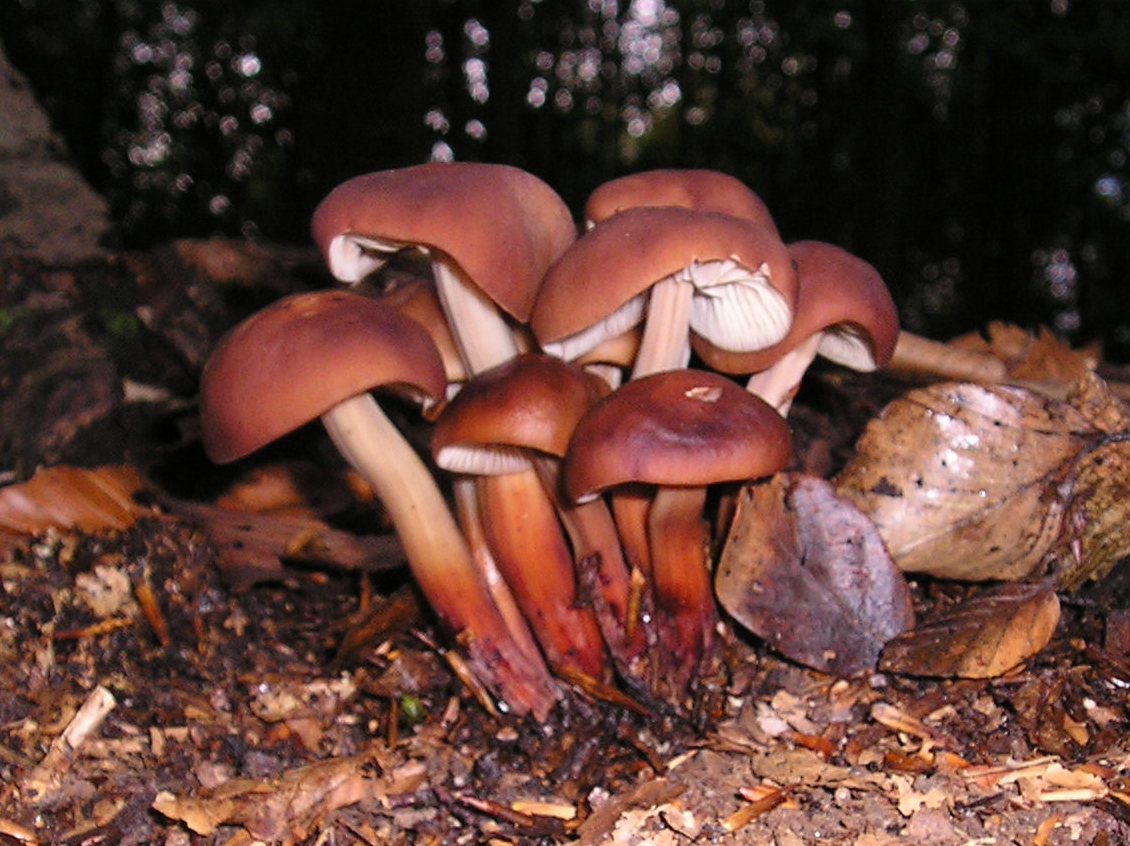
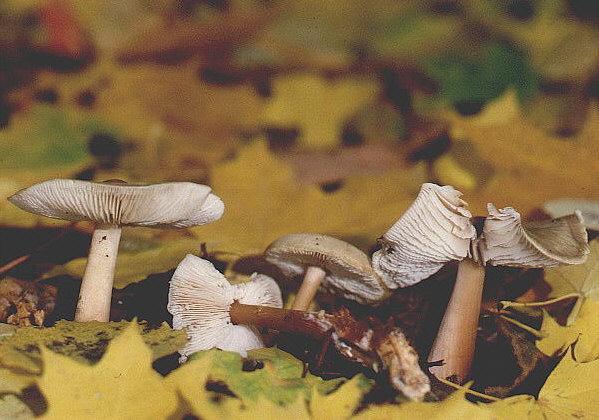
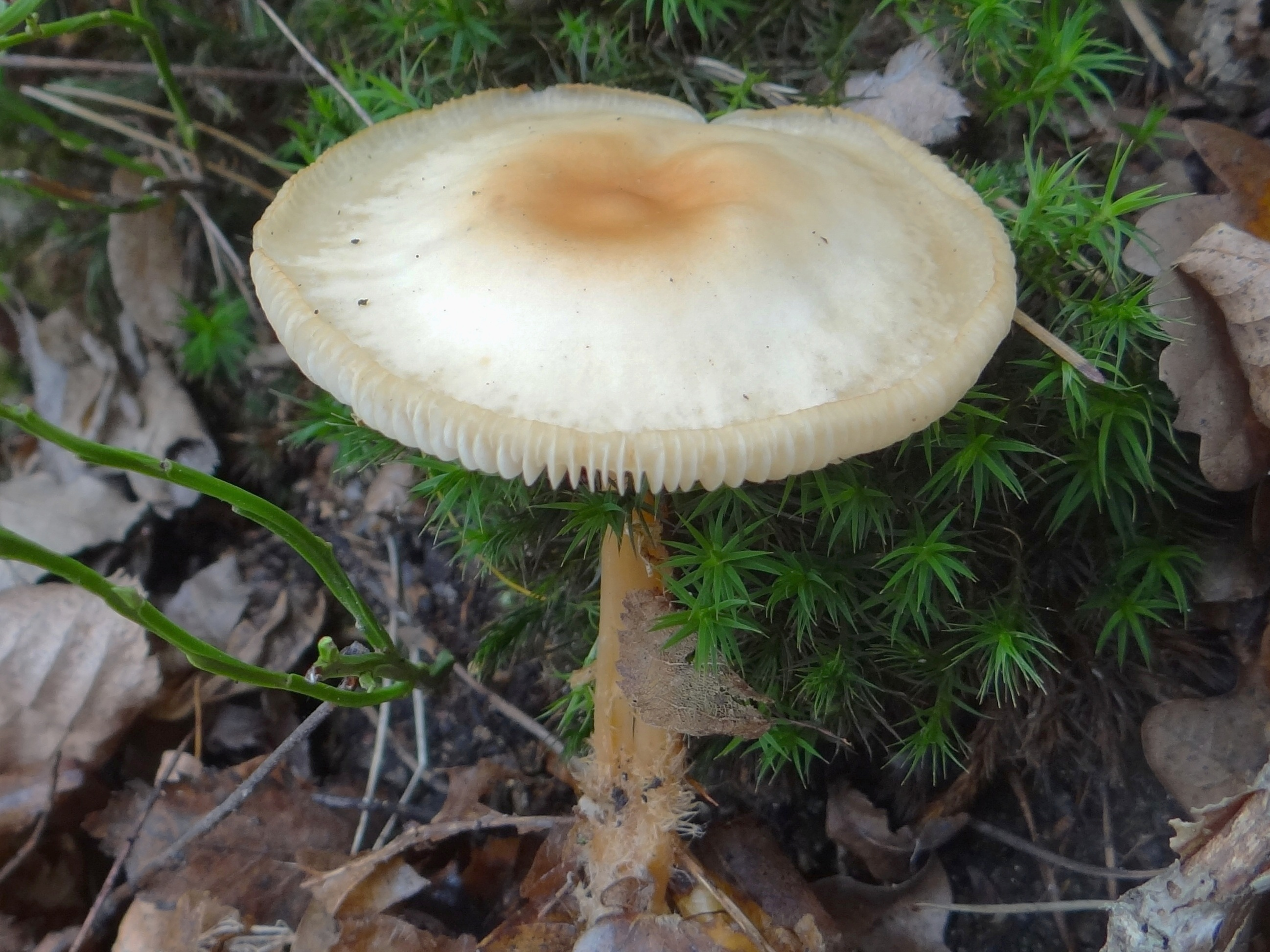

## Các loài đại diện
- Gymnopus dryophilus
- Gymnopus fusipes
- Gymnopus peronatus
- Gymnopus semihirtipes
- Gymnopus quercophilus